# مانوئل مارکز استرلینگ
مانوئل مارکز استرلینگ (به اسپانیایی: Manuel Márquez Sterling)؛ (زاده ۲۸ اوت ۱۸۷۲ در لیما، پرو – مرگ ۹ دسامبر ۱۹۳۴، واشینگتن، دی.سی., ایالات متحده آمریکا) یک شطرنج‌باز، دیپلمات و سیاست‌مدار اهل کوبا و رئیس‌جمهور کوبا برای چند ساعت در ۱۸ ژانویه ۱۹۳۴ میلادی بود.
وی در آغاز وکیل، سپس سفیر کوبا در مکزیک و بعد از آن سفیر کوبا در ایالات متحده بود. او با دختر عموی خود مرسدس مارکز استرلینگ ئی زیبورو (به اسپانیایی: Mercedes Márquez Sterling y Ziburo) ازدواج کرد. برادرزاده او، کارلوس مارکز استرلینگ بود.
او در مسابقات شطرنج سال ۱۹۰۰ میلادی در پاریس، نتیجه را به امانوئل لاسکر واگذار کرد.